# Chaidamu (cheval)
Pour les articles homonymes, voir Chaidamu.
Le Chaidamu (chinois simplifié : 柴达木 ; chinois traditionnel : 柴達木 ; pinyin : chaidamu) est une race chevaline originaire du Qinghai, au Tibet et en Chine. Proche du cheval mongol, ce poney de travail est destiné surtout à la traction. Il connaît un important déclin depuis la fin du XXe siècle, notamment à cause de la désertification du bassin de Chaidamu.

## Description
Il appartient au groupe du cheval mongol. D'après les données transmises à la FAO, la taille moyenne des femelles est de 1,29 m, celle des mâles de 1,31 m. Il présente un type de poney de travail. La tête est courte et large, le corps d'une taille modérée et d'une conformation solide et arrondie. Les jambes sont courtes.
La robe est unie, généralement grise, plus rarement alezane ou noire. Le Chaidamu présente une bonne adaptation aux zones humides, et il est considéré comme productif jusqu'à l'âge de 16 ans. Les femelles connaissent en moyenne 16 lactations au cours de leur vie.
Il n'est pas répertorié dans l'ouvrage de référence de l'université d'Oklahoma. Celui de CAB International le signale simplement comme étant une race chevaline chinoise.
Les études génétiques ont permis de déterminer l'appartenance de cette race au groupe des chevaux du Qinghai et du plateau du Tibet, dont le Chaidamu fait partie avec le Hequ, le Datong et le Yushu,. L'une d'elles a porté sur les variations du chromosome Y, démontrant que le Chaidamu se rattache à l'haplotype A, le plus commun chez les chevaux chinois natifs. Une autre a porté sur sa diversité génétique. Bien que celle-ci soit globalement assez bonne et montre notamment de multiples lignées maternelles, c'est l'une des plus mauvaises au sein des 13 races chinoises étudiées. La raison est probablement à chercher dans le déclin de la race, consécutif à la désertification du bassin de Chaidamu

## Utilisation
Il sert principalement à la traction hippomobile.

## Diffusion de l'élevage
Le Chaidamu est présent dans le xian de Dulan, dans la préfecture de Golmud et dans le xian de Wulan, tous situés dans la province de Qinghai en Chine. Le bassin de Chaidamu est réputé pour ses élevages de moutons, de yaks et de chevaux.
Le Chaidamu a connu un déclin de population important à la fin du XXe siècle. En 1978, environ 50 000 de ces chevaux sont comptabilisés dans toute la Chine. En 2005, le nombre de Chaidamu est estimé se situer dans une fourchette entre 5 000 et 13 043 têtes, avec une tendance à la diminution. La race est considérée comme menacée en Chine, mais d'après l'évaluation de la FAO réalisée en 2007, ce cheval n'est pas menacé d'extinction.